# Jan Sadlak
Jan Sadlak (ur. 7 lutego 1875 w Siennicy Nadolnej, zm. 11 listopada 1947 w Łopienniku) – polski polityk, uczestnik walk o niepodległość kraju, społecznik.

## Założyciel i przywódca Zjednoczenia Ludowego
Działacz i przewodniczący Wydziału Narodowego Lubelskiego, aktywny uczestnik walk o niepodległość w czasach I wojny światowej. Współzałożyciel i prezes partii Zjednoczenie Ludowe, działającej  na ziemiach Królestwa Kongresowego. Z czasem Zjednoczenie rozszerzyło zakres swego zasięgu z terenu Królestwa Polskiego na m.in. Wielkopolskę. Stronnictwo to włączyło się w prace Naczelnego Komitetu Narodowego w Krakowie i popierało Radę Stanu oraz Radę Regencyjną. Jan Sadlak brał udział w spotkaniach z generałem Beselerem, mających na celu restytucję państwa polskiego.

## Prezes PSL „Piast”
W wyniku rozmów z liderami PSL „Past” nastąpiło połączenie Zjednoczenia Ludowego z tą partią. Jan Sadlak został prezesem PSL „Piast” w okresie od listopada do grudnia 1918 (wiceprezesem był wówczas Wincenty Witos, który zastąpił go następnie na stanowisku prezesa partii). Po przejściu czołowych członków Zjednoczenia Ludowego do PSL „Piast” (oprócz J. Sadlaka m.in. J. Dąbski, H. Wyrzykowski) pozostała część partii przybrała nazwę „Polskie Zjednoczenie Ludowe” i działała pod przewodnictwem ks. Wacława Blizińskiego, dawnego współpracownika Jana Sadlaka.

## Życie prywatne
Syn Józefa i Marianny z Patyrów. Poślubił Mariannę z Chomczyńskich córkę właściciela folwarku Kindoły koło Łopiennika.